# 146 (число)
146 (сто сорок шесть) — натуральное число, расположенное между числами 145 и 147. Оно не является простым числом, а относительно последовательности простых чисел расположено между 137 и 149.

## В математике
- 6-е октаэдральное число (последовательность A005900 в OEIS).
- 146 — является чётным составным трёхзначным числом.
- Сумма цифр этого числа — 11.
- Произведение цифр этого числа — 24.
- Квадрат числа 146 — 21316.
- Составное число.
- 50-е полупростое число[2].
- Одиозное число.
- Недостаточное число.
- Неприкосновенное число.

## Изопсефия
Гематрия:
- אמציה (Амация)— Амасия (ивр.)

## В других областях
- (146) Луцина — астероид главного пояса.
- NGC 146 — рассеянное скопление в созвездии Кассиопея.
- 146 %. После того как в результате ошибки канала[3] Россия-24 в 2011 году были приведены неверно посчитанные данные, из которых следовало, что в Ростовской области проголосовало 146 % избирателей, данное число стало известно как число Чурова и породило множество интернет-мемов на эту тему[4]
По словам оператора ВГТРК Леонида Кривенкова, который несколько лет работал в одной студии с телеведущими Иваном Кудрявцевым и Анной Шнайдер, объявившими о суммарных 146 % голосов на выборах, из Кремля в «Россию-24» пришла разнарядка — какие проценты за «Единую Россию» показывать в новостях. Шеф-редактор спросила: «А как же быть с другими партиями?», на что получила ответ: «А другим партиям показывайте тот процент, какой они реально набрали»[5]. Сам Чуров назвал это «провокацией из-за рубежа» и заявил, что «теперь уже достоверно известно, что ошибочная картинка на одном из центральных телеканалов про 146 % была подготовлена и запущена человеком, который затем получил очень неплохое место за океаном»[6].